# Золотий орел (Росія)
«Золотий орел» (рос. Золотой орёл) — національна кінонагорода Росії. Заснована «Національною Академією кінематографічних мистецтв і наук Росії» (президент Академії — Володимир Наумов). Відбір по номінаціях здійснює «Експертна рада». Премія присуджується за підсумками голосування дійсних членів і членів-кореспондентів Академії. Вручається з 2002 року.

## Номінації
- Найкращий ігровий фільм
- Найкращий мінісеріал (не більше 10 серій)
- Найкращий серіал (понад 10 серій)
- Найкраща режисура
- Найкращий сценарій
- Найкраща жіноча роль в кіно
- Найкраща жіноча роль на телебаченні (з 2004 року)
- Найкраща чоловіча роль в кіно
- Найкраща чоловіча роль на телебаченні (з 2004 року)
- Найкраща жіноча роль другого плану
- Найкраща чоловіча роль другого плану
- Найкраща операторська робота
- Найкраща робота художника-постановника
- Найкраща робота художника по костюмах
- Найкраща музика до фільму
- Найкращий монтаж фільму
- Найкраща робота звукорежисера
- Найкращий анімаційний фільм
- Найкращий неігровий фільм
- Найкращий зарубіжний фільм у російському прокаті